# Isaäc Roet
Isaäc Roet (Amsterdam, 11 november 1891 - Auschwitz, 11 februari 1944) was een Amsterdams-Joodse accountant, adviseur en uitvinder.

## Biografie
Op 11 november 1891 werd Roet geboren in Amsterdam, als de zoon van Joseph Roet (1860 - 1912) en Rosina Elzas (1859 - 1900). In eerste instantie werkte Roet als diamantwerker. Later werkte hij als accountant, adviseur van de voorloper van IBM en uitvinder. Als uitvinder had hij drie patenten op zijn naam staan: een mechanisme voor het maken van Spaanse sigaretten (1926), een kantoormachine (1934) en een antiseptische zakdoekvouwmachine (1934).
Op 3 juni 1927 liet Roet in zijn testament vastleggen, dat een vijfde deel van zijn vermogen gebruikt moest worden voor een prijsvraag "ter bevordering van de wereldvrede en voor meer efficiënte distributie". Destijds leed hij aan tuberculose, wat waarschijnlijk een motivatie was voor het opstellen van een testament.
Tijdens de Tweede Wereldoorlog werd hij lange tijd behoed voor deportatie, vanwege zijn adviseurschap voor de voorloper van IBM (Watson Bedrijfsmachine Maatschappij). De bezetter was namelijk in de veronderstelling dat zijn kennis van belang was voor het Rijksministerie van Bewapening en Munitie. Roet was ook lid van de Joodse Raad, en had verzocht om op de Barneveldlijst geplaatst te worden, maar dat werd afgewezen.
In 1943 probeerde Roet zijn ontwerp voor een kantoormachine te gebruiken om zijn deportatie te voorkomen. Zelfs de Duitse bedrijfsleider benadrukte zijn belang voor het Ministerie van Bewapening en Munitie. Zijn ontwerp zou betrekking hebben gehad op elektronische gegevensverwerking. Echter werd Roet begin 1944 toch aangehouden, en via Westerbork naar Auschwitz gedeporteerd. Op 11 februari 1944 kwam hij om het leven in een van de gaskamers van Auschwitz.

## Nalatenschap
Na de oorlog trad het testament van Roet in werking, en ontving de gemeente van Amsterdam een bedrag van 10.000 gulden, onder de voorwaarde dat het bedrag bestemd werd voor de prijs. De Isaäc Roet Prijs is een van de deelprijzen van het Amsterdamse Universiteitsfonds van de Universiteit van Amsterdam. Het duurde 45 jaar voordat de prijs voor het eerst werd uitgereikt, wat toegerekend wordt aan bureaucratie. In 1989 werd de prijs voor het eerst uitgereikt, in het Vredespaleis in Den Haag.
In 2001 heeft Peter Klein een boek uitgebracht over de geschiedenis van zijn familie en de familie Roet gedurende de twintigste eeuw. Het boek is getiteld Kaddisj voor Isaäc Roet. Kaddisj is een van de belangrijkste gebeden van het jodendom.